# معاون رئیس
معاون رئیس، نایب رئیس یا معاون اول (به انگلیسی: Vice president) (به‌اختصار: VP) به مدیر ارشد در مجموعه دولت یا یک کسب‌وکار اطلاق می‌گردد که در ساختار سازمانی، پس از رئیس، رتبه‌بندی می‌شود. در برخی از کشورها، معاون رئیس و نایب رئیس، در یک معنا بکار می‌روند ولی از لحاظ سازمانی، دو پست مجزا از یکدیگر بشمار می‌آیند.

## در دولت

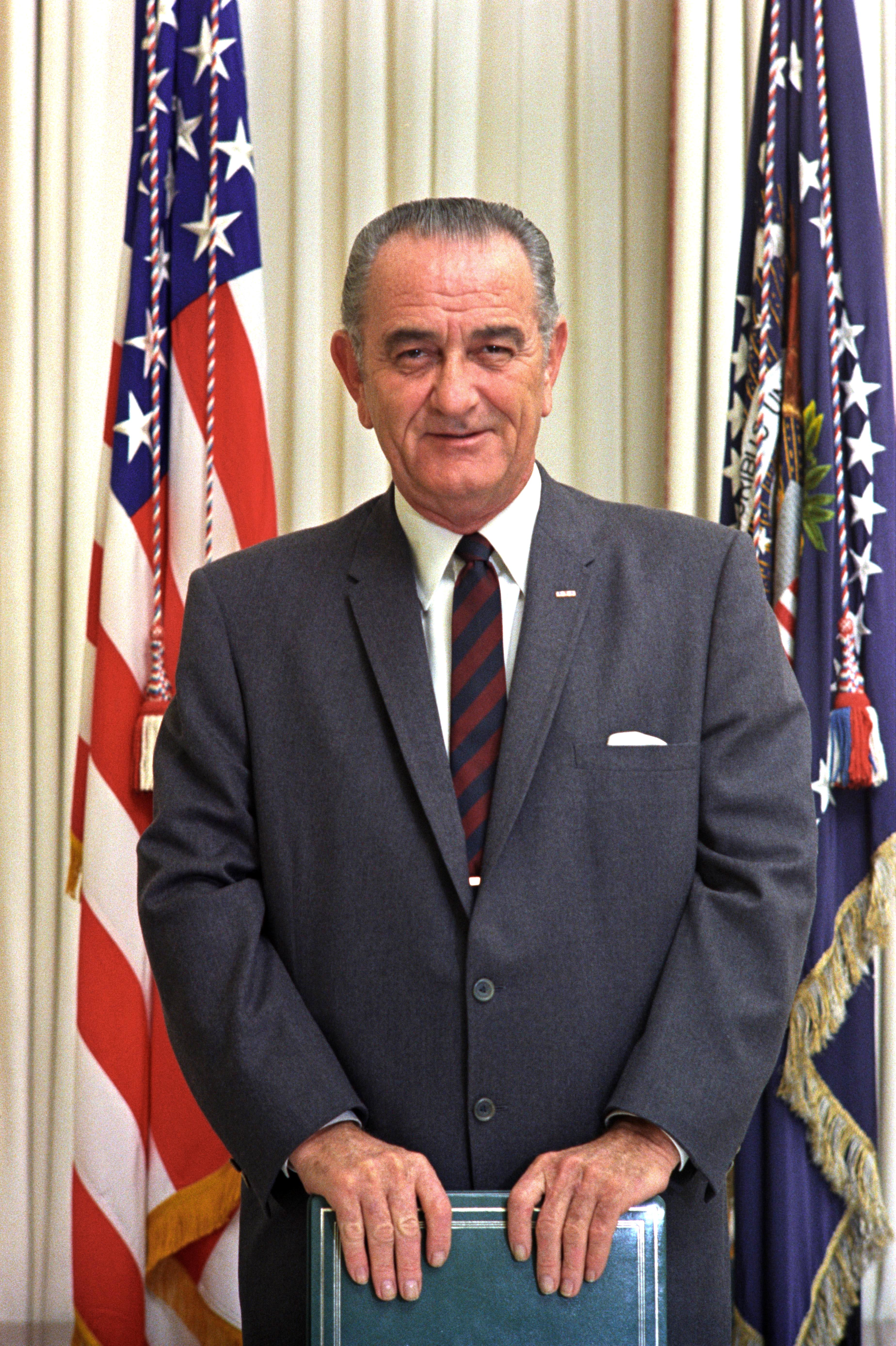
لیندون جانسون معاون اول جان اف کندی رئیس جمهور سابق آمریکا که ترور شد.

معاون اول رئیس جمهور یک کشور وظیفه اداره هیئت وزیران در غیاب رئیس‌جمهور و مسئولیت هماهنگی سایر معاونان رئیس‌جمهور را بر عهده دارد. رئیس‌جمهور می‌تواند برای انجام وظایف قانونی خود معاونانی داشته باشد. معاون اول رئیس‌جمهور با موافقت وی اداره هیئت وزیران و مسئولیت هماهنگی سایر معاونت‌ها را به‌عهده خواهد داشت‏. معاون اول که از سوی رئیس‌جمهور بدون نیاز به تأیید مجلس کشور تعیین می‌شود، وظایف عمده معادل نخست‌وزیر و با موافقت رئیس‌جمهور، ریاست هیئت وزیران و اداره جلسات دولت و هماهنگی بین سایر معاونت‌ها را بر عهده دارد.